# Complejo centro de convenciones de Sacramento
El Complejo centro de convenciones de Sacramento (en inglés: Sacramento Convention Center Complex) es un complejo de lugares de ocio y un centro de convenciones ubicado en el centro de la ciudad de Sacramento, California, en Estados Unidos. El complejo consiste en el Centro de Convenciones de Sacramento, el Centro Comunitario de Teatro, el Auditorio Memorial, y el Pequeño Teatro Jean Runyon en el Auditorio Memorial.
El Sacramento Convention Center, ubicado en la calle 1400 J, es un centro de convenciones y lugar para reuniones. El Centro de Convenciones cuenta con una sala de exposiciones con 134.000 pies cuadrados (12.400 m²) de espacio para exposiciones, salón de baile y 31 salas de reuniones.